# Roberto Carlos Rivas
Roberto Carlos Rivas (Lomas de Zamora; 24 de marzo de 1975) es un expiloto de automovilismo y actual deportista adaptado argentino.
En 1998 fue campeón del TC Pista en su temporada debut, logrando dos victorias en seis podios. Dicho título le permitió dar el salto a la máxima categoría del automovilismo argentino, el Turismo Carretera. Disputó 15 de las 16 carreras de la temporada 1999 al volante de un Ford Falcon y un Chevrolet Chevy. Sin embargo, el 9 de noviembre de 1999, su carrera automovilística se vio truncada por un hecho de inseguridad, en el cual fue baleado por delincuentes cuando se dirigía hacia un banco. Proyectiles de perdigón le impactaron en el rostro y le dañaron el nervio óptico, dejando a Rivas completamente ciego.
Actualmente se desempeña como jugador de tenis para personas no videntes, representando a Argentina en distintos torneos de dicha disciplina.

## Resumen de carrera
| Temporada | Categoría         | Equipo               | Carreras | Victorias | Poles | VR | Podios | Puntos | Pos. |
| --------- | ----------------- | -------------------- | -------- | --------- | ----- | -- | ------ | ------ | ---- |
| 1998      | TC Pista          |                      | 15       | 2         | 2     | 1  | 6      | ?      | 1.º  |
| 1999      | Turismo Carretera | Satriano Competición | 15       | 0         | 0     | 0  | 0      | 27.5   | 37.º |
| 1999      | Turismo Carretera | Jorge Alifraco       | 15       | 0         | 0     | 0  | 0      | 27.5   | 37.º |
| Fuente:   |                   |                      |          |           |       |    |        |        |      |